# Torrent Group
Die Torrent Group ist eine weltweit tätige indische Unternehmensgruppe mit Hauptsitz in Ahmedabad im nordwestindischen Bundesstaat Gujarat. Kerngeschäftsfelder sind Arzneimittel und elektrische Energie.
Die von U. N. Mehta (Uttambhai Nathalal Mehta, 1923–1998) gegründete Gruppe wird geführt von der Torrent Private Ltd. Zur Gruppe gehören die Sparten:
- Torrent Pharmaceuticals Ltd. (TPL): das Hauptunternehmen der Gruppe. 1959 als Trinity Laboratories Ltd. gegründet, 1971 umbenannt, ist Torrent Pharmaceuticals heute eines der größten indischen Pharmaunternehmen. Es ist spezialisiert auf Forschung, Entwicklung und Herstellung von Generika. Torrent Pharmaceuticals ist in über 50 Ländern mit über 1000 registrierten Produkten aktiv. Umsatz (2007): 13,3 Milliarden indischen Rupien, mit rund 4000 Beschäftigten (2006).
  - Zu dieser Sparte gehören Tochterunternehmen unter anderem in Brasilien, in Deutschland, auf den Philippinen, in Russland, in den USA, in Japan und in Australien. Anfang Juli 2005 übernahm Torrent Pharmaceuticals den Nürnberger Generika-Hersteller Heumann Pharma von der Pfizer-Gruppe.[1] Torrent erhielt damit Zugang zum deutschen Generika-Markt, dem größten Markt Europas für patentfreie Nachahmer-Arzneimittel.
- Torrent Power Ltd.: befasst sich mit Erzeugung, Netzdurchleitung und Vermarktung elektrischer Energie. Entstanden 1996 aus der Fusion von Torrent Power AEC Limited, Torrent Power SEC Limited und Torrent Power Generation Limited. Torrent Power ist Alleinversorgungsunternehmen der nordwestindischen Städte Ahmedabad, Gandhinagar und Surat mit elektrischer Energie. Umsatz 2006: 23 Mrd. indische Rupien, mit rund 4000 Beschäftigten.
- Torrent Cables Ltd.: einer der größten indischen Hersteller von Stromkabeln, 1983 gegründet. Umsatz 2006: 1,5 Mrd. indische Rupien, mit rund 800 Beschäftigten.